# Walter Norwich
Walter (de) Norwich, né à une date inconnue au XIIIe siècle et mort le 20 janvier 1329, est un homme politique anglais devenu Lord grand trésorier et baron de l'Échiquier.

## Biographie

### Origines et premiers services
Walter Norwich est le fils d'Henry de Norwich, mentionné comme propriétaire foncier dans le Norfolk en 1285, et de son épouse Katherine. Il est décrit comme un ecclésiastique en février 1297 et décembre 1299, bien qu'il n'ait probablement reçu que des consécrations inférieures. En réalité, à cette époque, il est marié à Katherine, une fille de John de Hedersete et la veuve de Piers Braunche. En juin 1304, Walter est mentionné comme fonctionnaire au service de la couronne et, la même année, sert comme expert juridique du Lord grand trésorier Walter Langton, évêque de Lichfield. Devenu rapidement un proche collaborateur de Langton, Norwich est, après la mort du roi Édouard Ier, survenue le 7 juillet 1307, congédié par son successeur Édouard II. Il semble qu'il partage le renvoi de Walter Langton, qui est déchu de son poste de trésorier le 22 août et même emprisonné. 
Toutefois, Walter Norwich est rappelé à son poste dès le 19 novembre 1307. Il entre sans doute à la même période à l'Échiquier, puisque le 24 novembre 1308, il est décrit comme clerc de l'Échiquier. Édouard II lui attribue d'autres fonctions au même moment : le 15 mars 1308, Norwich exerce la remembrance fiscale dans le royaume et, le 7 août de la même année, il est placé dans une commission d'oyer et terminer dans le Suffolk. Le 29 août 1311, il est nommé baron de l'Échiquier mais il ne conserve guère longtemps ce poste, puisque dès le 23 octobre, il est promu au rang de Lord grand trésorier, qu'il conserve jusqu'au 23 janvier 1312. Le 3 mars 1312, il est renommé baron de l'Échiquier, puis retrouve le poste de trésorier le 17 mai suivant, sans pour autant quitter sa première fonction. Norwich demeure au Trésor jusqu'au 4 octobre 1312 et à l'Échiquier jusqu'au 28 septembre 1314.
Parallèlement, le 30 septembre 1312, Walter Norwich officie comme représentant de l'Échiquier lors de négociations tenues à Londres ayant pour but de gagner la loyauté de la capitale envers Édouard II, alors que le royaume est au bord de la guerre civile depuis que l'opposition baronniale a fait sommairement exécuter son favori Pierre Gaveston le 19 juin précédent. À cette occasion, il refuse d'admettre les nouveaux shérifs, l'un d'entre eux étant absent. Le rôle politique de Norwich s'accentue significativement à la même période : depuis juillet 1311, il est régulièrement invité au conseil royal et au Parlement en tant que l'un des hauts fonctionnaires du Trésor, et, avant le 21 septembre 1312, il est fait chevalier par le roi. En décembre 1313, il est chargé de percevoir les taxes à Londres et, en juillet 1314, sert dans des commissions d'oyer et terminer dans le Norfolk et le Suffolk.

### À la tête du Trésor
Le 26 septembre 1314, Walter Norwich est renommé trésorier lors du Parlement tenu à York, à l'instigation de Thomas de Lancastre, 2e comte de Lancastre et chef de l'opposition baronniale, qui contrôle alors le gouvernement d'Édouard II. Il maintient toutefois une bonne relation avec le roi : il participe aux funérailles de Gaveston à Kings Langley le 2 janvier 1315, tandis que le 6 juillet suivant, le roi lui donne 1 000 marcs en récompense de ses services. Édouard II promet à Norwich un revenu annuel de 100 marcs pour ses services. Le 27 mai 1317, Walter Norwich quitte ses fonctions de trésorier : son renvoi est vraisemblablement dû à la reprise du contrôle du gouvernement par le roi, au détriment de Lancastre. Norwich ne perd pourtant pas la faveur royale : trois jours après sa destitution, le roi le renomme baron de l'Échiquier pour ses mérites et lui demande de continuer à assister aux conseils royaux. 
En avril 1318, Walter Norwich figure au sein de la délégation négociant l'élaboration d'un accord permettant une réconciliation entre Édouard II et Thomas de Lancastre, qui est scellée par la signature du traité de Leake le 9 août suivant. Peu après, il est désigné comme membre d'une commission chargée de réformer la maison royale : à ce titre, il assiste en novembre au procès de shérifs du Norfolk et du Suffolk accusés d'abus dans leurs fonctions et, le 25 février 1319, siège à Guildhall pour examiner le travail de l'Échiquier. En mai 1318, il rencontre Robert Ier de Flandre au sujet d'actions entreprises contre des marchands anglais. En avril 1319, Walter Norwich apporte son soutien à Aymar de Valence, 2e comte de Pembroke, lorsque ce dernier équipe plusieurs navires stationnés à Great Yarmouth en prévision d'une campagne militaire en Écosse. En octobre 1319, il est l'un des conseillers du roi qui reçoivent la charge d'organiser la défense du Nord de l'Angleterre, à la suite du revers anglais subi à la bataille de Myton. Du 6 au 18 novembre 1319, il fait partie du conseil royal qui décide de signer une trêve avec l'Écosse à la Noël 1319.
Du 6 novembre 1319 au 18 février 1320, Walter Norwich retrouve son poste de trésorier après la mort prématurée de John Sandale, évêque de Winchester. Il exerce encore une fois ce poste du 25 août 1321 au 10 mai 1322, pendant le bref renvoi de Walter de Stapledon, évêque d'Exeter. Grâce à sa grande expertise, il aide Stapledon à archiver les documents et dossiers du Trésor ainsi qu'à transférer temporairement le Trésor à York courant 1322. S'il demeure fonctionnaire du Trésor, Norwich est aussi juge à certains moments. À ce titre, il est surtout actif en Est-Anglie, mais représente Édouard II au début de 1321 dans plusieurs sessions judiciaires à Londres, qui portent toutefois atteintes aux privilèges de la capitale. Après avoir écrasé une rébellion conduite par Thomas de Lancastre à Boroughbridge le 16 mars 1322, Édouard II convoque à Londres un tribunal présidé par le Lord-maire Hamo de Chigwell et auquel participe Walter Norwich afin de statuer sur le sort du rebelle Roger Mortimer, 3e baron Mortimer de Wigmore. Le 14 juillet 1322, la cour le condamne à mort pour haute trahison, mais le verdict est commué par le roi en incarcération perpétuelle à la Tour de Londres le 22 juillet. Norwich reçoit peu après la charge d'enregistrer les nombreux biens confisqués aux rebelles.

### Services ultérieurs et mort
Pour ses services, le roi récompense Walter Norwich en lui confiant l'administration de terres ou le droit de mariage de plusieurs héritiers encore mineurs. Norwich utilise ce droit pour subvenir aux besoins de sa famille en mariant ses trois filles à ses pupilles. Par l'achat et l'échange de propriétés, il parvient à se constituer une importante propriété foncière dans le Norfolk et le Suffolk, en particulier autour de Stoke Holy Cross. Également un ami de John Salmon, évêque de Norwich, Walter est l'un de ses exécuteurs testamentaires à sa mort, survenue le 6 juillet 1325. Mais il ne demeure pas en faveur d'Édouard II, qui se plaint en novembre 1323 de l'insuffisance du travail du Trésor. Au début de l'année 1324, Walter Norwich rejette une proposition de Roger de Beler, qui envisage de réformer l'Échiquier et de le diviser entre le Nord et le Sud de l'Angleterre, en prenant en charge l'administration du Sud, plus riche, tandis que Norwich doit prendre en charge l'administration des comtés plus pauvres situés au Nord de la Trent. Mécontent de l'attitude de Walter Norwich à cette occasion, le roi appuie la nomination de Roger de Beler pour remplacer brièvement en août 1325 le trésorier William Melton, archevêque d'York, qui avait pourtant demandé à être remplacé par Norwich.
Ce n'est qu'après l'assassinat de Roger de Beler le 19 janvier 1326 que Walter Norwich réintègre progressivement le Trésor, où il est fermement réinstallé le 28 août suivant. Toutefois, dès le 24 septembre, le débarquement de la reine Isabelle et de son allié Roger Mortimer dans le but de renverser le régime oppressif d'Édouard II contraint Norwich à lever des troupes au nom du roi. Il échoue dans cette tâche et, dès le 2 octobre, le roi doit quitter en précipitation Londres, qui lui est farouchement hostile. Norwich demeure quant à lui dans la capitale, où il figure comme l'un des représentants royaux, au même titre qu'Éléonore de Clare et Walter de Stapledon. Mais l'assassinat de Stapledon par une foule furieuse le 15 octobre et l'enfermement d'Éléonore à la Tour de Londres le lendemain le poussent à agir prudemment. Le 14 novembre 1326, Walter Norwich remet à Jean de Stratford, évêque de Winchester, le Trésor. On ignore quel rôle il joue au cours de la déposition d'Édouard II par le Parlement le 13 janvier 1327, mais compte tenu de son association avec l'ancien régime, il doit sans doute se faire discret, même si Roger Mortimer n'affiche aucune velléité de vengeance pour sa condamnation à mort en 1322, qui est finalement déclarée nulle le 27 mars 1327.
Walter Norwich bénéficie de la confiance d'Isabelle et de Roger Mortimer, qui exercent la régence pour le jeune Édouard III, et est nommé à nouveau baron de l'Échiquier dès le 2 février 1327, le lendemain du couronnement du nouveau roi. Il est employé en mai 1328 pour enquêter sur les plaintes des tisserands de Norwich et, en novembre de la même année, est chargé de régler le différend qui oppose les moines de l'abbaye de Bury St Edmunds et les habitants de cette même ville. Mais il meurt subitement le 20 janvier 1329 et est inhumé à la cathédrale de Norwich. Sa veuve Katherine Hedersete lui survit et meurt entre 1341 et 1343. L'héritier de Walter Norwich à sa mort est son fils aîné John, plus tard titré baron Norwich. À la mort prématurée de ce dernier en 1362, ce sont sa sœur Margaret et l'époux de cette dernière, Robert d'Ufford, 1er comte de Suffolk, qui héritent de la fortune familiale. Les biens mobiliers et immobiliers de Walter Norwich demeurent de ce fait entre les mains de la famille d'Ufford jusqu'à la mort de son petit-fils William d'Ufford, 2e comte de Suffolk, en 1382, avant d'être ultérieurement récupérés par Michael de la Pole, fils de Katherine, une autre des filles de Walter Norwich.